# Magnus Decentius
Magnus Decentius, usurpateur romain, est mort le 18 août 353 à Sens.
Magnus Decentius, comme son frère Flavius Magnentius, est un usurpateur du pouvoir impérial du temps de Constant Ier et Constance II.
Quand Magnence prend le pouvoir à Autun en janvier 350, il chasse puis fait tuer Constant Ier et devient le seul empereur dans la préfecture de la Gaule et en Italie. En 351 il nomme son frère Magnus Decentius, César, avec pour mission de défendre le limes rhénan. En 352 Magnus Decentius est fait consul avec Magnence.
Puis en 353, Magnus Decentius ne réussit pas à contenir une invasion des Francs qui, à la demande de Constance II, attaquent le limes rhénan pour diviser l'armée des deux usurpateurs. Vaincu à la bataille de Mons Seleucus (aujourd'hui La Bâtie-Montsaléon dans les Hautes-Alpes), il se rend à Trèves, mais l'accès lui en est refusé. Il se réfugie alors à Sens et, apprenant la défaite et le suicide de son frère à Lugdunum (Lyon), se pend le 18 août.